# Møgsterbrekka
Møgsterbrekka är en kulle i Antarktis. Den ligger i Östantarktis. Norge gör anspråk på området. Toppen på Møgsterbrekka är 2 367 meter över havet.
Terrängen runt Møgsterbrekka är varierad, och sluttar västerut. Trakten är obefolkad. Det finns inga samhällen i närheten. 